# レンダリング (畜産)
畜産分野におけるレンダリング（rendering）とは、と畜場の食用に用いられない屑肉などから粉末肥料、飼料、洗剤などの原料となる動物油脂および肉骨粉を作る事業のこと。水産物残渣の処理加工はフィッシュミール業と呼ばれて区別される。

## 概要
集荷された畜産残渣を混合破砕した後、煮沸して油脂成分を抽出して動物性油脂を得る。油脂以外は乾燥させて肉骨粉とする。動物性油脂は飼料原料や食用油脂、工業用油脂として利用され、肉骨粉は飼料原料として利用される。畜産動物の皮を皮革原料として活用する企業もある。
日本におけるレンダリングの始まりは明治時代からとされ、高度経済成長期までは「骨粉屋」として零細業者が行っていた。高度経済成長期にヨーロッパのレンダリング技術が輸入され、大きく成長した。ただし、レンダリング施設はすべて中小企業であり、市場規模も500億円程度である。
レンダリングの事業形態は、専業レンダリングとバッカーサイドレンダリングがある。専業レンダリングは残渣を自社へ集荷してレンダリングを行うのに対して、バッカーサイドレンダリングは食肉工場に併設されたレンダリング工場で品質の良い部分をレンダリングし、扱いにくい残渣を専業レンダリング業者にレンダリングさせる。
原料を高圧高温で濃縮するドライレンダリングと、蒸気を注入しながら高圧高温で濃縮するウェットレンダリングとがある。